# قرن أباد
قرن أباد (بالفارسية: قرن‌آباد) هي قرية تقع في غلستان في إيران. يقدر عدد سكانها بـ 1,961 نسمة .